# Uuvudhiya (Wahlkreis)
Uuvudhiya ist ein ländlicher Wahlkreis in der Region Oshana im Norden Namibias. Verwaltungssitz ist die gleichnamige Ansiedlung Uuvudhiya am Etaka. Der Kreis umfasst eine Fläche von 5825 Quadratkilometer und hat lediglich 5600 Einwohner (Stand 2023), was ihn zu einem der am dünnsten besiedelten Wahlkreise im Norden macht.
Der Wahlkreis verfügt unter anderem über sechs Schulen, jedoch keine Klinik oder Polizeiwache.

## Wahlen
| Wahl | Name              | Partei | Stimmenanteil |
| ---- | ----------------- | ------ | ------------- |
| 1992 |                   |        |               |
| 1998 |                   | SWAPO  | o. W. 1       |
| 2004 | Seblon Ndahafa    | SWAPO  | 98,5 %        |
| 2010 | Seblon Ndahafa    | SWAPO  | 98,8 %        |
| 2015 | Seblon Ndahafa    | SWAPO  | o. W. 1       |
| 2020 | Timotheus Shivute | SWAPO  | o. W. 1       |